# Tarpeia (cráter)
Tarpeia es un cráter de impacto en el asteroide (4) Vesta. Recibe su nombre de la virgen vestal romana Tarpeya, quien, según la leyenda, entregó la ciudad de Roma a los sabinos. El nombre Tarpeia fue aprobado oficialmente por la Unión Astronómica Internacional (UAI) el 27 de diciembre de 2011.
Tarpeia es un cráter prístino de forma irregular ubicado en una región de terreno acanalado en el hemisferio sur de Vesta, dentro de la cuenca de Rheasilvia. El interior de Tarpeia alberga numerosos cráteres pequeños de menos de un kilómetro de tamaño. La región que rodea Tarpeia es relativamente joven y uniforme; a pesar de ello, su composición es diversa. El borde suroeste de Tarpeia es especialmente brillante y anhidro, probablemente debido al impacto que lo creó, que agotó el hidróxido de la corteza. El interior de Tarpeia contiene piroxeno rico en hierro y es rico en diogenita, probablemente traída desde el manto superior de Vesta por el evento de impacto que creó la cuenca de Rheasilvia.